# Giuseppe Mazzoli (calciatore)
Giuseppe Mazzoli (Modena, 13 aprile 1902 – Forlì, 27 dicembre 1952) è stato un allenatore di calcio e calciatore italiano, di ruolo centrocampista.

## Carriera

### Giocatore
Contò 51 presenze in Divisione Nazionale con Modena e Reggiana.

### Allenatore
Nella stagione 1936-1937 aveva allenato il Forlì in Serie C.